# Robert Atzorn

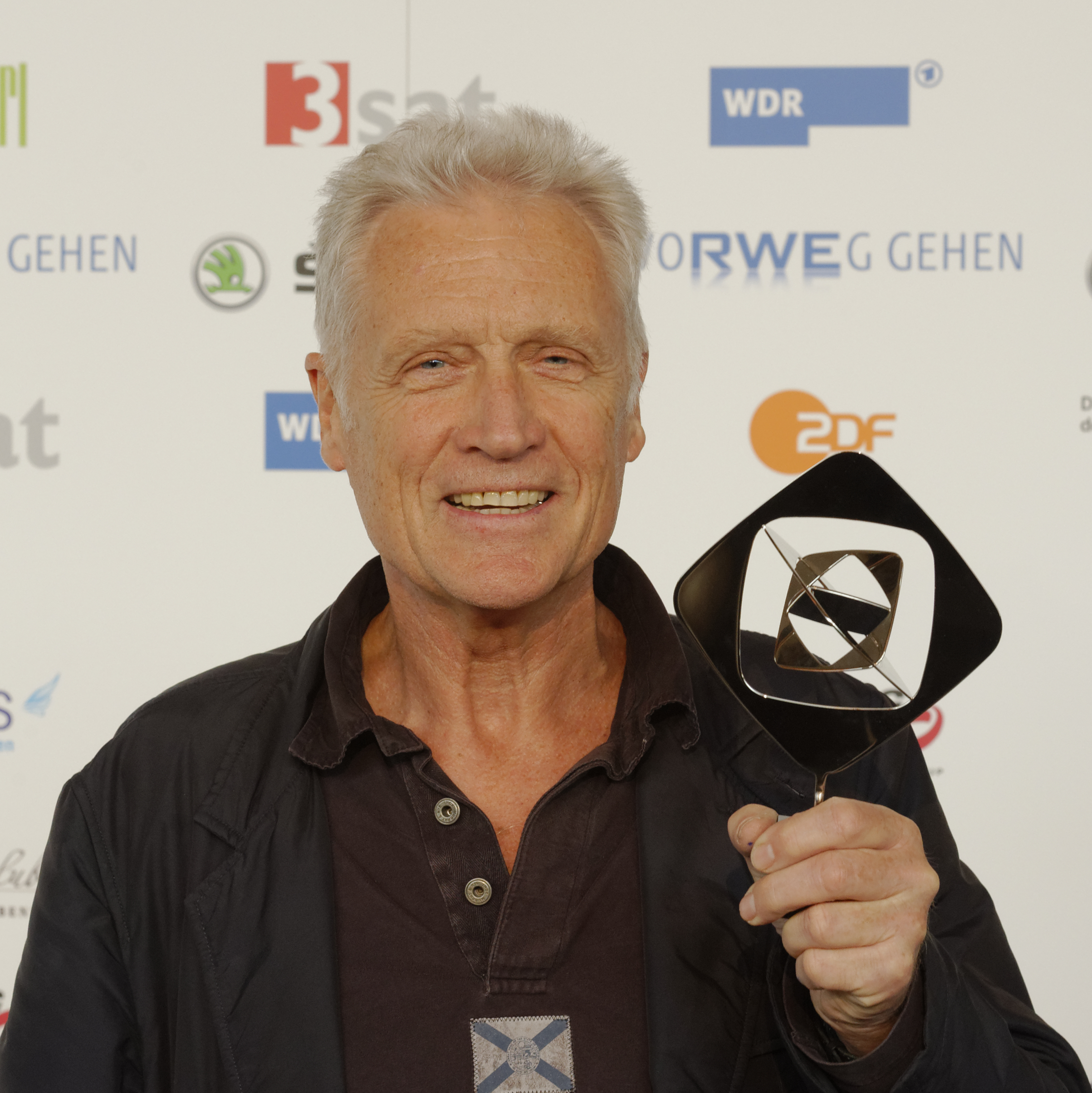
Robert Atzorn bei der Grimme-Preisverleihung 2013

Robert Atzorn (* 2. Februar 1945 in Bad Polzin) ist ein deutscher Schauspieler. Einem breiteren Publikum wurde er 1988 mit der  Fernsehserie Oh Gott, Herr Pfarrer bekannt. Besondere Popularität erlangte er in der Hauptrolle der Fernsehserie Unser Lehrer Doktor Specht und als Hamburger Kommissar Jan Casstorff in der ARD-Krimireihe Tatort.

## Leben
Atzorn wurde 1945 in Bad Polzin in Pommern (Deutschland), heute Połczyn-Zdrój (Polen), wenige Wochen vor Ende des 2. Weltkriegs geboren. Wenige Tage nach seiner Geburt flohen seine Mutter und Großmutter mit ihm im großen Treck in den Westen.

### Ausbildung
Robert Atzorn wuchs in Oldenburg und Hamburg auf und studierte zunächst Grafik an der Kunstschule Alsterdamm in Hamburg. Er fühlte sich jedoch zum Theater hingezogen und wechselte daher an die Neue Münchner Schauspielschule (1967–1969).

### Theaterschauspieler
In der Spielzeit 1969/70 bekam er sein erstes Engagement an der Württembergischen Landesbühne. Danach folgten Engagements am Schauspielhaus Zürich (1970/1971), an den Städtischen Bühnen Münster (1971/1972), an den Städtischen Bühnen der Stadt Köln (1972/73), an den Städtischen Bühnen Dortmund (1973–1975) und am Bayerischen Staatsschauspiel in München (1977–1983).

### Film und Fernsehen
1980 stand Atzorn in seiner ersten Filmrolle in Aus dem Leben der Marionetten unter der Regie von Ingmar Bergman vor der Kamera. Nach vielen Jahren am Theater arbeitete er seit Mitte der 1980er-Jahre ausschließlich für das Fernsehen.
Im 1984 gesendeten Fernsehspiel Die Wannseekonferenz von Paul Mommertz war er in der Rolle des Chefs des Rasse- und Siedlungshauptamtes Otto Hofmann zu sehen. Einem breiteren Publikum bekannt wurde er 1985 an der Seite von Beatrice Kessler in der Familienserie Glücklich geschieden. Große Popularität erlangte Atzorn ab 1988 mit Maren Kroymann in der Serie Oh Gott, Herr Pfarrer. Für seine Darstellung des unkonventionellen Pastors erhielt er 1989 die Goldene Kamera.
Zum Publikumsliebling avancierte er in der Titelrolle der Vorabendserie Unser Lehrer Doktor Specht, die von 1992 bis 1999 in 70 Folgen ausgestrahlt wurde. 1993 wurde er dafür mit dem Telestar, dem Vorläufer des Deutschen Fernsehpreises, ausgezeichnet. Atzorn wirkte darüber hinaus auch in einzelnen Episoden der Fernsehserien Forsthaus Falkenau, Schwarzwaldklinik und Alphateam – Die Lebensretter im OP sowie der Krimireihen Derrick, Ein Fall für zwei, Der Alte, Tatort und Die Männer vom K3 mit.
Als Nachfolger von Manfred Krug und Charles Brauer ermittelte er von 2001 bis 2008 als Tatort-Kommissar Jan Casstorff zusammen mit Tilo Prückner als Kommissar Holicek und Julia Schmidt als Jenny Graf für den NDR. Die Tatort-Folge Und tschüss im Februar 2008 war der Abschied des Ermittlerteams um Atzorn.
Ferner war er 2002 in Dieter Wedels Mehrteiler Die Affäre Semmeling als Bürgermeister Dr. Klaus Hennig zu sehen. In der romantischen Komödie Küss mich, Kanzler schlüpfte er 2004 in die Rolle eines Regierungschefs, der sich in eine Putzfrau, gespielt von Andrea Sawatzki, verliebt.
Ebenfalls 2004 stand er in Das Kommando mit seinen Söhnen Jens und Daniel (der in dem Film sein Debüt als Schauspieler gab) als Kommandeur einer Spezialeinheit vor der Kamera. 2005 übernahm Atzorn in der Serie Kanzleramt die Hauptrolle als Kanzleramtschef. In der ZDF-Produktion Afrika, mon amour war er 2007, wie zuvor schon in Matti Geschonnecks Wer liebt, hat Recht und in Das Kommando, an der Seite von Iris Berben zu sehen.
In dem Fernsehdrama Mein Mann, der Trinker spielte er 2008 mit Franziska Walser ein Paar, dessen Ehe auf eine harte Bewährungsprobe gestellt wird. 2008 entstanden nach längerer Auszeit auch zwei neue Folgen der Abenteuerserie Der Kapitän, in der er bereits von 1997 bis 2000 die Figur des Kapitän Frank Harmsen verkörpert hatte.

### Karriereende
Im Dezember 2017 wurde bekannt, dass Atzorn seine Tätigkeit als Fernsehschauspieler beendet und sich ins Privatleben zurückzieht. Im Januar 2018 wurde der letzte Fernsehfilm mit Atzorn, eine Folge der Krimireihe Nord Nord Mord, ausgestrahlt. In Lesungen tritt Atzorn weiterhin auf.

### Privates
Atzorn ist seit 1976 in zweiter Ehe mit Angelika Hartung verheiratet. Das Paar hat zwei Söhne, darunter den Schauspieler Jens Atzorn, dessen Bruder ebenfalls in der Branche tätig ist. Die Eheleute leben im ländlichen Bayern in der Nähe des Chiemsees.

## Filmografie (Auswahl)
- 1976: Die 21 Stunden von München
- 1980: Aus dem Leben der Marionetten
- 1981–1987: Derrick (Fernsehserie, verschiedene Rollen, 5 Folgen)
- 1982: Ein Fall für zwei (Fernsehserie, Folge 13: Partner)
- 1982: Stella
- 1983: Wie hätten Sie’s denn gern? (Kinofilm)
- 1983: Tiefe Wasser (Fernsehzweiteiler, eine Folge)
- 1984: Morgen in Alabama
- 1984: Das schöne Ende dieser Welt
- 1984: Déjà vu, oder Die gebändigte Geliebte
- 1984: Don Carlos
- 1984: Die Wannseekonferenz
- 1985: Die Krimistunde (Fernsehserie, Folge 13, Episode: „Der zweite Schuldspruch“)
- 1985: Tatort – Der Mord danach (Fernsehreihe)
- 1985, 1990: Der Alte (Fernsehserie, verschiedene Rollen, 2 Folgen)
- 1985: Ein Mann ist soeben erschossen worden
- 1985: Glücklich geschieden... (Fernsehserie, 6 Folgen)
- 1985: Oliver Maass (Fernsehserie, 3 Folgen)
- 1985: Die Schwarzwaldklinik (Fernsehserie, 2 Folgen)
- 1986: Die Wächter (Fernsehserie, 3 Folgen)
- 1986: Kolping
- 1987: Stahlkammer Zürich (Fernsehserie, 18 Folgen)
- 1988: Oh Gott, Herr Pfarrer (Fernsehserie, 13 Folgen)
- 1988: Ein heikler Fall (Fernsehserie, Folge Der efrauzipierte Mann)
- 1989: Die Männer vom K3 – Der Mann im Dunkeln (Fernsehreihe)
- 1989: Forsthaus Falkenau (Fernsehserie, 3 Folgen)
- 1989: Killer kennen keine Furcht
- 1989: Der Spatzenmörder
- 1989: Das Milliardenspiel (Fernsehzweiteiler)
- 1990: Ich will leben
- 1990: Hotel Paradies (Fernsehserie, 4 Folgen)
- 1990: Korczak
- 1990–1992: Weißblaue Geschichten (Fernsehserie, 2 Folgen)
- 1991: Insel der Träume (Fernsehserie, Folge Der Sieger)
- 1991: Gesucht wird Rikki Forster (Fernsehzweiteiler)
- 1991: Berlin Lady (Fernsehserie, 6 Folgen)
- 1991: Ein Fall für zwei (Fernsehserie, Folge 93: Filmriss)
- 1992–1999: Unser Lehrer Doktor Specht (Fernsehserie, 71 Folgen)
- 1993: Ein Mann für meine Frau
- 1993: Der Betrogene
- 1993: Der Bergdoktor – Der Sinn des Lebens (Fernsehreihe)
- 1994: Tatort – Bienzle und das Narrenspiel
- 1995: Zu Fuß und ohne Geld (Fernsehvierteiler)
- 1995: Ein Herz für Laura
- 1995: Herzen im Sturm
- 1997: Der Prinzgemahl
- 1997–2009: Der Kapitän (Fernsehserie, 9 Folgen)
- 1998: Freiwild
- 1999: Ein Mann steht auf
- 1999: Ich bin kein Mann für eine Frau
- 1999: Alphateam – Die Lebensretter im OP (Fernsehserie, Folge Zerbrochene Träume)
- 2000: Wo ist mein Sohn? (Dov’è mio figlio)
- 2000: Der Weg des Herzens (Qualcuno da amare)
- 2000: Ein Mann gibt nicht auf
- 2001: Jenseits der Liebe
- 2001–2008: Tatort (Fernsehreihe, als Kommissar Jan Casstorff)
  - 2001: Exil!
  - 2001: Hasard!
  - 2002: Der Passagier
  - 2002: Undercover
  - 2003: Harte Hunde
  - 2003: Mietsache
  - 2004: Todes-Bande
  - 2004: Verlorene Töchter
  - 2005: Ein Glücksgefühl
  - 2005: Im Alleingang
  - 2006: Feuerkämpfer
  - 2006: Schattenspiele
  - 2007: Liebeshunger
  - 2007: Investigativ
  - 2008: Und Tschüss
- 2002: Die Affäre Semmeling (Fernsehserie, 6 Folgen)
- 2002: Nicht ohne deine Liebe
- 2002: Wer liebt, hat Recht
- 2002: Tanners letzte Chance
- 2004: Die Frau des Architekten
- 2004: Das Kommando
- 2004: Küss mich, Kanzler
- 2005: Kanzleramt (Fernsehserie, 12 Folgen)
- 2007: Afrika, mon amour (Fernsehdreiteiler)
- 2008: Mein Mann, der Trinker
- 2008: Im Gehege
- 2010: Bis nichts mehr bleibt
- 2010: Das Glück ist eine Katze
- 2010: Tatort – Unsterblich schön
- 2010: Zimtstern und Halbmond
- 2011–2018: Nord Nord Mord (Fernsehreihe) → siehe Besetzung
- 2011: Stilles Tal
- 2011–2015: Engel der Gerechtigkeit (Fernsehreihe)
  - 2011: Engel der Gerechtigkeit
  - 2012: Brüder fürs Leben
  - 2013: Ärztepfusch
  - 2013: Kopfgeld
  - 2015: Geld oder Leben
- 2012: Terra X – Expedition ins Unbekannte (Fernsehdokumentation, 2 Folgen)
- 2012: Der Fall Jakob von Metzler
- 2013: Tod in den Bergen
- 2014: Alles muss raus – Eine Familie rechnet ab (Fernsehzweiteiler)
- 2015: Mein vergessenes Leben
- 2015: Der Staat gegen Fritz Bauer (Kinofilm)
- 2016: Das Mädchen aus dem Totenmoor

## Auszeichnungen
- 1989: Goldene Kamera als Bester Schauspieler in Oh Gott, Herr Pfarrer
- 1993: Telestar für Unser Lehrer Doktor Specht
- 2013: Grimme-Preis für Der Fall Jakob von Metzler[7]
- 2013: Bayerischer Fernsehpreis als Bester Schauspieler in Der Fall Jakob von Metzler[8]
- 2013: Robert-Geisendörfer-Preis (Schauspieler in Der Fall Jakob von Metzler)[9]